# Верещук Ірина Андріївна
Іри́на Андрі́ївна Верещук (дошлюбне Луцик; нар. 30 листопада 1979, Рава-Руська) — українська політична й державна діячка, заступник керівника Офісу президента України (з 8 вересня 2024 року), віцепрем'єр-міністр — міністерка з питань реінтеграції тимчасово окупованих територій України (4 листопада 2021 — 5 вересня 2024)[⇨]. 
Міський голова Рави-Руської (2010—2015)[⇨]. Народна депутатка України IX скл. від партії Слуга народу (29 серпня 2019 — 4 листопада 2021). Голова підкомітету з державної безпеки та оборони Комітету ВРУ з питань нацбезпеки, оборони та розвідки. Представляла Уряд у ВРУ з 4 вересня до 15 листопада 2019-го[⇨]. Кандидатка на посаду міського голови Києва від партії «Слуга народу» на місцевих виборах 2020 року[⇨].

## Біографія
Народилася 30 листопада 1979 року в Рава-Руській в сім'ї електромеханіка та продавчині. 1997 року закінчила Рава-Руську середню школу із золотою медаллю. З 1997 по 2002 рік навчалася у Військовому інституті при Львівській політехніці, який закінчила з відзнакою за спеціальністю «Міжнародна інформація» (спеціаліст з міжнародної інформації, референт-перекладач, офіцер військового управління тактичного рівня), з 2002 по 2006 рік — на правничому факультеті Львівського університету ім. Франка за спеціальністю «правознавство».
З 2008 по 2010 рік була слухачкою Львівського регіонального інституту державного управління Національної академії державного управління при Президентові України. За результатами навчання влітку 2009 року проходила стажування у Секретаріаті Кабінету Міністрів України, після чого була внесена у кадровий резерв працівників КМУ, нагороджена Подякою та Почесною грамотою КМУ. З 2011 року навчалася в аспірантурі Львівського регіонального інституту державного управління Національної академії державного управління при Президентові України, який закінчила з відзнакою.
11 листопада 2015 року захистила дисертацію на тему: «Організаційно-правовий механізм удосконалення адміністративно-територіального устрою України» (за прикладом проведення реформ у Польщі) та здобула кандидатський ступінь з державного управління. З 2015 по 2016 рік була стипендіаткою Польсько-американського фонду Свободи за програмою ім. Лейна Кіркланда. Під час стажування продовжувала дослідження досвіду реформ децентралізації у Польщі. Успішно захистила дипломну роботу в Центрі Східноєвропейських студій Варшавського університету на тему: «Участь громадян в здійсненні представницької влади в Польщі. Рекомендації для України» та отримала диплом із відзнакою.
У липні 2016 року здобула диплом Національної школи державного управління (пол. Krajowa Szkoła Administracji Publicznej, KSAP).

## Діяльність

### Адміністративна робота
Після закінчення військового інституту 5 років проходила службу на офіцерських посадах в Збройних Силах України. З травня 2007 по червень 2008 року працювала юристкою Рава-Руської міської ради. З червня по жовтень 2010 року була заступницею голови Жовківської РДА з гуманітарних питань та зовнішньої політики.
31 жовтня 2010 року обрана міським головою Рави-Руської від партії Сильна Україна, при цьому до членів партії не належала.
Як міський голова прикордонного містечка здійснювала міжнародну співпрацю, зокрема, з польським містом Томашовим-Любельським[ангажоване джерело], гміною Любичі-Королівської. Разом з війтом гміни Любичі-Королівської у листопаді 2013 року ініціювала створення пішо-велосипедного переходу у пункті пропуску «Рава-Руська — Гребенне».
Неодноразово підтримувала громаду міста у відстоюванні інтересів. Зокрема, разом з працівниками місцевих шпалопросочувального, спиртового заводів та лісгоспу протестувала проти зміни керівництва підприємств без погодження з колективом.
Після оголошення урядом Азарова—Януковича відмови від підписання Угоди про асоціацію з ЄС, наступного дня, від імені громади Рави-Руської, звернулася до Європейського Союзу із закликом підписати Угоду про асоціацію окремо з Равою-Руською.
У травні 2014 року записала відеозвернення до матерів Росії із закликом не допустити війни.
Балотувалась у Верховну Раду України VIII скликання як самовисуванка на позачергових виборах 26 жовтня 2014 року у окрузі № 122, але програла Володимиру Парасюку, зайнявши 6-е місце з підтримкою 4,46 %.
17 лютого 2015 року залишила посаду міського голови Рави-Руської за власним бажанням «через постійний тиск і звинувачення псевдопатріотів». Напередодні цієї події народний депутат Володимир Парасюк звинуватив очільницю Рави-Руської у корупції та систематичному прогулюванні роботи, натомість Ірина Верещук пообіцяла довести безпідставність звинувачень у суді. Станом на 2020 рік, судового позову від Верещук так і не було, а звернення до Генпрокуратури від Парасюка не мали результатів.

### Карʼєра після роботи у місцевій владі
2016-2017 директор ТОВ “Центр “Сонячне ремесло”, що видобувало бурштин в Рівненській області.
2017-2019 директор ТОВ “Українська бурштинова біржа”, що видобувало бурштин в Рівненській області.
У лютому 2016 отримала запрошення та взяла участь у молитовному сніданку з президентом США Бараком Обамою у Вашингтоні (загалом того року у сніданку взяло участь 3500 людей зі 140 країн).

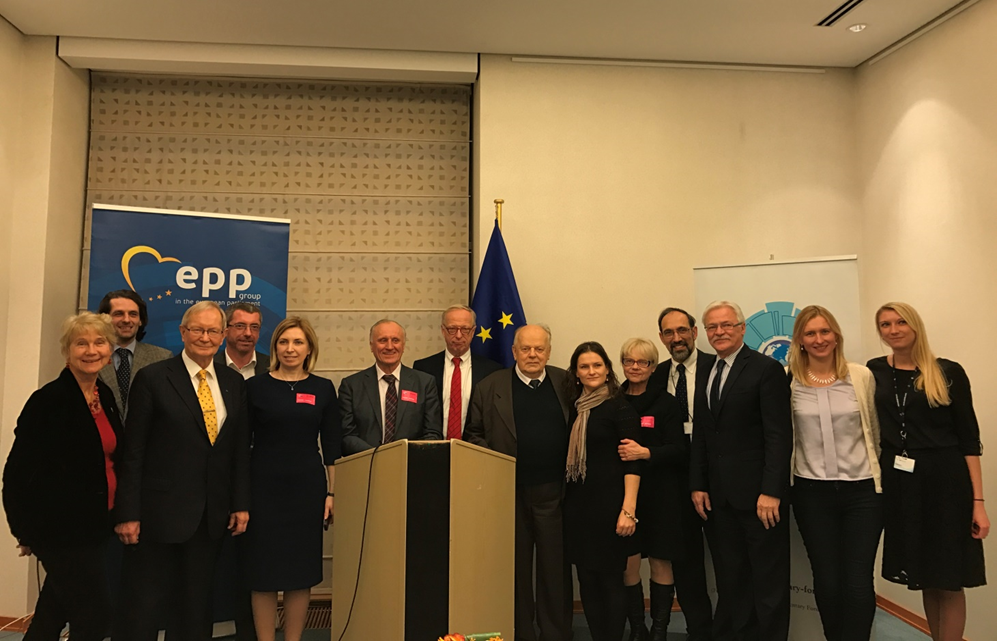
Презентація діяльності Центру Балтійсько-Чорноморських досліджень та консенсусних практик в Європарламенті, 7-8 грудня 2016, Брюссель

З квітня 2016 року по лютий 2019 року була президентом Міжнародного центру балтійсько-чорноморських досліджень та консенсусних практик. Мета і стратегія Центру полягає в тому, щоб на сучасній міждисциплінарної науково-гуманітарній основі виявити та сформувати нові консенсусні практики, конструктивні форми та методи взаємовідносин між країнами Балтійсько-Чорноморського регіону, засновані на діалозі, довірі, злагоді й взаєморозумінні. За словами Верещук центр фінансував підприємець Борис Храновський.
З вересня 2017 року — доцент кафедри політології Національного педагогічного університету ім. Драгоманова.

### Діяльність у Верховній Раді

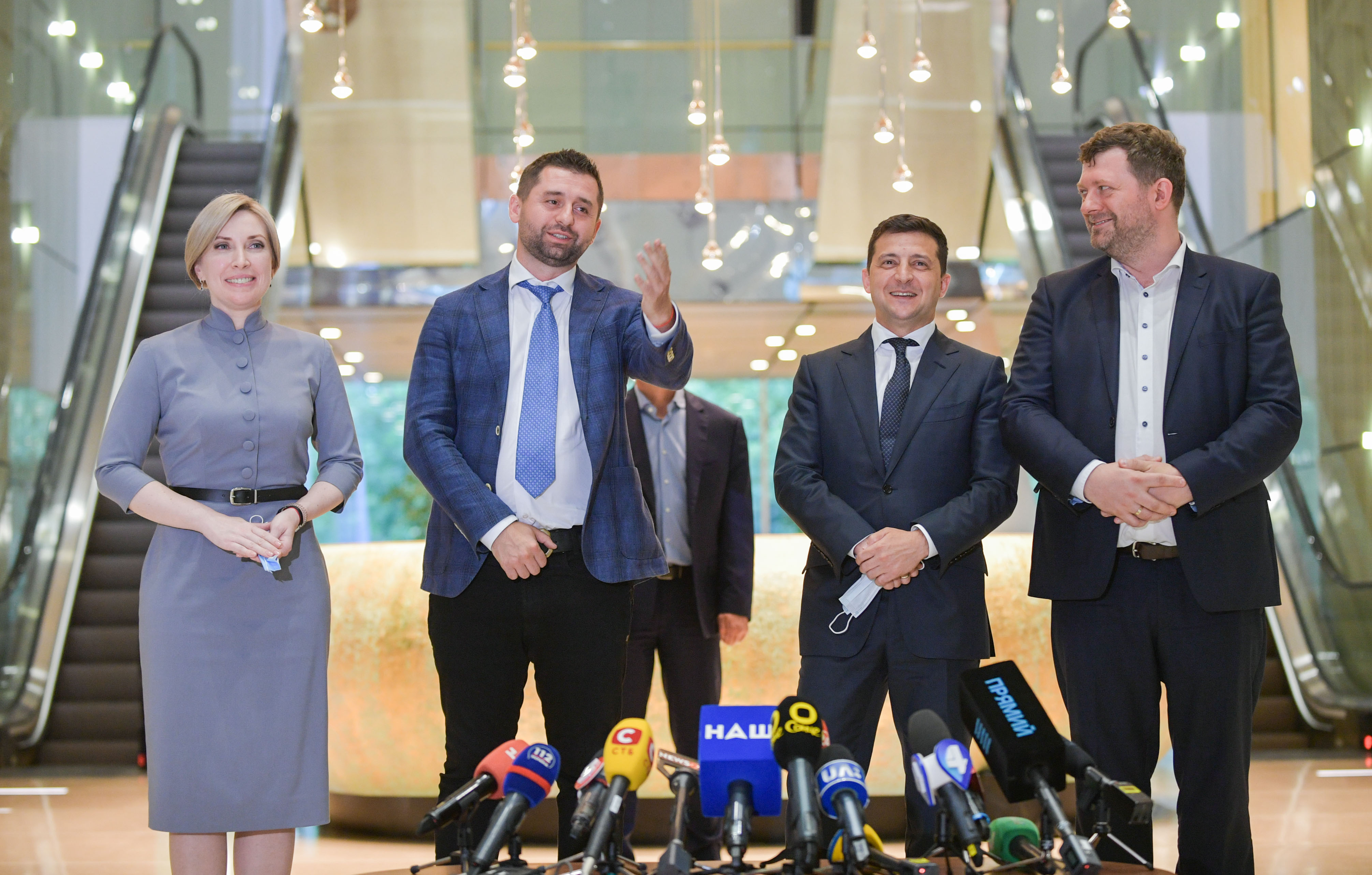
Зеленський підтримує висування нардепа від партії «Слуга народу» Верещук на виборах мера Києва, 2020

Депутатка Верховної Ради IX скликання з 2019 року. Членкиня Комітету ВРУ з питань нацбезпеки, оборони та розвідки, голова підкомітету з державної безпеки та оборони.
З 4 вересня до 15 листопада 2019-го — представниця Уряду у ВРУ. Склала повноваження в листопаді 2019 року. Перед цим Ірина заявляла, що прем'єр-міністр Олексій Гончарук планував звільнити її за критику держбюджету та дій Кабміну.
Станом на липень 2020 року подала 31 законопроєкт, з яких 6 були прийняті та набули чинності. Також подала 30 поправок до законопроєктів, з них найбільше до закону про оборонні закупівлі. Пропустила 10 засідань, відвідала 105..

### Участь у виборах мера Києва (2020)
16 липня 2020 року фракція партії «Слуга народу» у ВРУ провела праймеріз серед кандидатів для участі у виборах Київського міського голови, де Верещук перемогла Миколу Тищенка, Олександра Дубінського та інших претендентів, отримавши 87 голосів, у тому числі голос Президента Зеленського. Пізніше вона й стала офіційною кандидаткою на посаду мера Києва від партії.
Протягом передвиборчої кампанії, кандидатка висловлювалася стосовно будівництва метро на Троєщину: спочатку в інтерв'ю виданню «Хмарочос» називала це «дорогою утопією, на якій наживаються підрядники» і пропонувала замінити швидкісними трамваями. Проте через кілька тижнів змінила думку і стверджувала, що метро таки має бути побудоване.
За підрахунками журналістів Bihus.info, станом на вересень, зовнішня передвиборча агітація Слуги Народу була найдорожчою у Києві (16 млн грн), хоча партія відмовилась від державного фінансування. Керівництво партії пообіцяло оприлюднити джерела коштів у звіті НАЗК наступного року.
Зрештою, на виборах мера Києва Верещук посіла 5-те місце після Кличка, Попова, Притули та Кучеренка з результатом 5,44 %. Причинами своєї поразки Верещук назвала низьку оцінку роботи партії «Слуга народу» суспільством, та погану мобілізацію свого електорату. Окрім цього, вона відзначила деструктивні сили всередині своєї команди, зокрема Миколу Тищенка та Аллу Шлапак.

### Робота в уряді
4 листопада 2021 року Верховна Рада України ухвалила рішення про призначення Верещук Віцепрем'єр-міністром — Міністром з питань реінтеграції тимчасово окупованих територій України. Це рішення підтримало 260 депутатів.
6 грудня 2022 року російське слідство попросило московський суд заочно арештувати Верещук за нібито «порушення територіальної цілісності Росії». Зокрема, ФСБ направила у Лефортівський суд Москви клопотання про заочний арешт Верещук.
5 вересня 2024 року ВРУ з другої спроби погодила звільнення Верещук із посади міністра з питань реінтеграції окупованих територій на основі її заяви.

### Робота в Офісі Президента України
Згідно Указу Президента України № 621/2004 призначена Заступником Керівника Офісу Президента України — з 8 вересня 2024 року.

## Майновий стан
На кінець 2018 року Верещук мала у співвласності чотири квартири (дві — у Львові, по одній — у Броварах та Раві-Руській), чотири земельні ділянки та новий автомобіль Toyota Camry.
Була одним із засновників ТОВ «Українська бурштинова біржа».

## Нагороди
- Орден «За заслуги» III ст. (23 серпня 2022) — за значні заслуги у зміцненні української державності, мужність і самовідданість, виявлені у захисті суверенітету та територіальної цілісності України, вагомий особистий внесок у розвиток різних сфер суспільного життя, відстоювання національних інтересів нашої держави, сумлінне виконання професійного обов'язку[48];
- Відзнака Президента України — ювілейна медаль «20 років незалежності України» (1 грудня 2011) — за вагомий особистий внесок у соціально-економічний і культурний розвиток України, вагомі досягнення у професійній діяльності, багаторічну сумлінну працю та з нагоди річниці підтвердження всеукраїнським референдумом 1 грудня 1991 року Акта проголошення незалежності України[49];
- Орден св. Миколая Чудотворця[50].

## Родина
Батько працював електромеханіком, мати — продавчинею. Перший чоловік — Верещук Ігор Васильович.
- Син Олег від першого шлюбу — студент Національного технічного університету України «Київський політехнічний інститут імені Сікорського»[52].
- Другий чоловік[53] Кухаренко Михайло Вікторович, колишній очільник львівського спецпідрозділу СБУ «Альфа»[54].